# Dorpsbrug Baambrugge

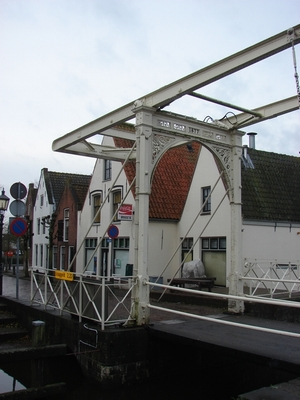
Brug over de Angstel in Baambrugge

De Dorpsbrug Baambrugge in het dorp Baambrugge, in de provincie Utrecht, is een ophaalbrug over de Angstel. De gietijzeren brug stamt uit 1877, ze werd gebouwd door de ijzergieterij 'De Prins van Oranje' uit Den Haag. De brug, die een beperkt draagvermogen heeft, verbindt de Rijksstraatweg en het Zand en Jaagpad met de Brugstraat. Het opgaande deel bestaat uit twee gietijzeren stijlen, die een opengewerkte gietijzeren hamei dragen. Het geheel is sinds 2001 opgenomen in het rijksmonumentenregister.
De brug werd tot 1966 handmatig bediend vanuit een brugwachtershuisje. Dit gebeurde ooit door Wilhelmus Werneke (1849-1918) die deze bezigheid combineerde met zijn werk als kleermaker. In 1996 zijn delen van het bovenwerk door Strukton Staalbouw vernieuwd en is de bediening geëlectrificeerd. In 2019 was weer een opknapbeurt noodzakelijk en ging de brug twee maanden dicht. Voor voetgangers en wielrijders kwam er een noodbrug.